# Малые Туваны (Аликовский район)
Ма́лые Тува́ны (чув. Кӗҫӗн Тӑван) — деревня в Аликовском муниципальном округе Чувашской Республики. Входила в состав Таутовского сельского поселения до его упразднения в 2022 году.

## Общие сведения о деревне
В деревне есть средняя школа, библиотека, Дом культуры, медпункт, магазины. В настоящее время селение газифицировано. Рядом течёт река Хирлеп.
Улицы: Томкино, Октября, Свердлова, Молодёжная, Первомая, Шарыпкина, Хирлеп, Полевая, Речной и Хирлеп переулки.

### География
Малые Туваны расположены юго-западнее административного центра Аликовского района на 7 км. Рядом проходит автомобильная дорога республиканского значения Чебоксары—Аликово—Раскильдино.

### Климат
Климат умеренно континентальный с продолжительной холодной зимой и тёплым летом. Средняя температура января −12,9 °C, июля 18,3 °C. За год в среднем выпадает до 552 мм осадков.

## Этимология
Дословно Малые Туваны переводится «младший родственник».

## История
Малые Туваны образовались из трёх соседних селений: Томкино, Хирлепы, Шарыпкино.
В 1892 году в деревне открывается школа.

## Связь и средства массовой информации
- Связь: ОАО «Волгателеком»,Би Лайн,МТС,Мегафон. Развит интернет ADSL технологии.
- Газеты и журналы: Аликовская районная газета «Пурнăç çулĕпе»-«По жизненному пути». Языки публикаций: Чувашский, Русский.

- Телевидение: население использует эфирное и спутниковое телевидение. Эфирное телевидение позволяет принимать национальный канал на чувашском и русском языках.

## Известные люди[4]
- Иванова, Надежда Ивановна — заслуженная учительница Чувашской республики.
- Кондратьев Карл Кондратьевич (1918 г. — 4 сентября 1944 г.) — партизан, герой бельгийского Сопротивления.
- Савельев, Парамон Савельевич, — заслуженный учитель Чувашской республики.
- Федоров, Аркадий Федорович, — заслуженный юрист Чувашской республики.
- Угодин Константин Павлович (р. 1918) — заслуженный учитель. Директор Малотуванской школы. Участник Великой Отечественной войны.

## Другие сайты
- Официальный сайт Таутовского сельского поселения
- Официальный сайт Аликовского района